# Grafmonument van de familie Hartog van Banda
Het grafmonument van de familie Hartog van Banda op begraafplaats Zorgvlied in de Nederlandse stad Amsterdam is een rijksmonument.

## Achtergrond
Adrianus Martinus Lodewijk Hartog (1826-1907) werd geboren in Banda Neira, hoofdstad van de Banda-eilanden. Hij was er perkenier en vestigde zich later in Amsterdam, waar hij de villa 'Banda Neira' aan de Weteringschans 28 bewoonde. In 1894 verkreeg hij bij Koninklijk Besluit het recht 'van Banda' aan zijn naam toe te voegen. Hartog van Banda was getrouwd met Adriana Cornelia Pinège (1831-1865) en met Wilhelmina Alberding (1853-1920). 

## Beschrijving
Het grafmonument bestaat uit een liggende, hellende steen met daarop in cartouches de namen van de overledenen. Aan het hoofdeinde is op een hoge sokkel, met schelpmotieven, een baldakijn geplaatst, ondersteund door vier zuilen in groen marmer. In het midden staat een afgebroken witmarmeren zuil. Bovenop staan vier met rouwsluiers bedekte urnen. Aan de voorzijde is op het fries onder de kroonlijst een reliëf met een olielamp en twee fakkels aangebracht.

## Waardering
Het grafmonument (grafnr. O-I-62) werd in 2008 in het Monumentenregister opgenomen vanwege het "algemeen belang wegens de cultuur- en funerair-historische waarde".